# El Hortelano
José Alfonso Morera Ortiz, más conocido por su nombre artístico el Hortelano (Valencia, 6 de agosto de 1954-Madrid, 20 de diciembre de 2016) fue un pintor español. Es uno de los principales protagonistas de la movida madrileña, junto con artistas como Ouka Leele, Ceesepe, Guillermo Pérez Villalta, Pedro Almodóvar, Alaska o Alberto García-Alix.
Es autor de una extensa y variada obra que le ha valido el reconocimiento internacional y ha realizado exposiciones, catálogos, portadas de libros y discos, ilustraciones, obra gráfica y publicaciones en todo el mundo. De una inicial etapa de figurativismo distorsionado pasa a una época naranja teñida de romanticismo, y de ahí a una etapa plena de lirismo en la década de 1990. Considerado como uno de los más importantes artistas españoles de su generación, fue galardonado con la Medalla de Oro al Mérito en las Bellas Artes 2009.

## Infancia y juventud
José Alfonso Morera Ortiz tiene en común con su pariente nacido un siglo antes, Jaime Morera y Galicia, su vocación de pintor y su interés por la naturaleza. Su padre José Morera Martínez, farmacéutico, era también aficionado a la pintura y a la decoración de botes de cerámica que él mismo modelaba con un torno. Su madre, Cándida Ortiz Ortiz, poetisa y rapsoda, con siete libros publicados, algunos ilustrados por su hijo.
A los diez años, una hepatitis agravada por fiebres de malta le obliga a guardar cama durante año y medio. Durante este tiempo, empezó a pintar y buscó un apodo como los pintores el Greco o el Bosco. Surgió así “el Hortelano”. En 1970 empieza a estudiar Farmacia y abandona la carrera poco tiempo después para dedicarse exclusivamente a la pintura.
En 1972 comienza a participar en exposiciones colectivas y a publicar en revistas alternativas del momento como Star, Ajoblanco, El Viejo Topo, Triunfo, etc.

## Movida madrileña
Con veintiún años hace el servicio militar en Madrid. El primer domingo de permiso se acerca al Rastro con la intención de conocer al pintor Ceesepe y al fotógrafo Alberto García Alíx que tenían su puesto de tebeos underground, la Cascorro Factory. Se hicieron amigos y se unió a ellos. El grupo, junto a Pedro Almodóvar, Alaska, Carlos Berlanga, Montxo Algora y otros artistas incipientes de la movida madrileña, tenían en El Rastro su centro de reunión, especialmente en el bar La Bobia, El Pentagrama, La Vía Láctea o El Sol. El Hortelano y Ceesepe alquilan un piso en el Paseo Imperial n.º 29 junto a la Puerta de Toledo, que se convierte en el centro de reunión pionero de la movida. Ouka Leele, fotógrafa y pintora, escoge su nombre artístico de una estrella pintada en el cielo de una obra de El Hortelano, y se une al grupo en 1976.
El Hortelano, su hermano Fernando y Ouka Leele se trasladan en 1978 a Barcelona a vivir en una torre de Montjuich y frecuentan a amigos artistas como Mariscal, Nazario, Miquel Barceló, Broto, García Sevilla, o Frederic Amat. En esta época produce cuadros, dibujos, ilustraciones para revistas, diseños de telas y objetos.

### Moda,Europa réquiemyKoloroa
En 1980, el Hortelano hizo su primera exposición individual, con el título de “Moda”, donde muestra las Cuatro estaciones de su recién publicado libro Europa Réquiem (1979), dibujos y algunos lienzos. Eran variaciones fantásticas sobre el vestido —por ejemplo, el vestido avión o vestido volador— y complicados personajes con formas corporales de televisiones, teléfonos, enchufes, bombillas, hélices, relojes y letras.
Las imágenes grabadas de este montaje pasaron a formar parte de un vídeo de 26 minutos que realizó el Hortelano ese mismo año con la compañía Videospot y que tituló Koloroa. Koloroa representa una reflexión acerca de la comunicación y la información pública; se concibe como un telediario en una estética colorista y disparatada. En el vídeo, el Hortelano y Ouka Leele hacen de locutores. Koloroa fue presentado en la Fundación Joan Miró y se vio, un tiempo después, en el programa de televisión «La Edad de Oro» de Paloma Chamorro, en el Museo Nacional Centro de Arte Reina Sofía y en varias cadenas de televisión en Nueva York, Japón, Holanda y Alemania.
Durante estos cuatro años, el Hortelano y Ouka Leele viajan por Europa, México y comparten con Montxo Algora y Javier Romero un loft en Nueva York.
En 1982, vuelven a Madrid. En su obra de estos años recurre a juegos formales haciendo hincapié en la similitud de los elementos que pueblan o limitan la bóveda celeste —lunas, nubes, edificios— con aquellos que llenan la estancia o rodean habitualmente al hombre. Una uña cortada o un gajo de naranja son una luna en cuarto menguante, la piel de una naranja que pelamos una nube en espiral, una mano una estrella, un libro abierto un edificio esquinero.

## Series

### El Manifiesto Emocionado (1984)
En 1982 fallece su padre José y en 1984 su hermano Fernando. El reflejo inmediato de ello se aprecia en sus obras, imágenes que transmiten una profunda soledad y silencio. De los vitalistas personajes llenos de energía que ocupaban casi todo el lienzo, no queda sino un rastro de su paso por la habitación. Se pinta su ausencia, su imprevista desaparición, dejando la chaqueta que los calentaría en el respaldo de la silla, los zapatos y el mapa con los que hacer camino, sobre la mesa, una naranja a medio pelar y otras enteras, como una vida sin terminar de disfrutar. Publica el “Manifiesto emocionado”, edición con diez cuadros y textos propios. Le sigue “Quiero ser miércoles”, una recopilación de sus obras pictóricas y literarias con la inclusión de varios poemas.

### El perdón de los pecados (1985-1990, Nueva York)
El cuadro El misterio del mundo de 1985 marca un antes y un después en su discurso artístico, tanto desde el punto de vista iconográfico como formal y cromático. El optimismo inunda un lienzo de gran tamaño, un espacio abierto y luminoso. El protagonista, un autorretrato de su alma, camina alegre, despreocupado, pero decidido a hacerlo hacia delante. Él mira hacia arriba, hacia el «sol-naranja» que ha crecido en el árbol, no a la chica que agachada entierra gajos de naranja mientras deja ver a su lado un corazón grabado en el árbol; y es que ella es el pasado y él se dirige hacia el futuro luminoso y abierto. Con esta obra da comienzo a la serie «El perdón de los pecados», un conjunto de cuadros en intensos tonos amarillos, naranjas y rojos incendiarios con distintos motivos, (foto) pero todos alusivos al amor y la esperanza, y en los que, por primera vez, añade cuerdas o cinturones que atraviesan la tela. El movimiento como en un remolino o una línea ascendente parece unir con un hilo invisible tanto a personajes pletóricos de pasión e ilusiones, como a animales –sobre todo insectos y aves– que buscan hacer camino, que flotan en un espacio indeterminado que acentúa el carácter onírico de las escenas. En esta línea diseña la portada del disco «Al calor del amor en un bar» del grupo Gabinete Caligari en 1986. A final de año, Diario 16 le dedicaría, bajo el título de «El planeta humano», un suplemento de ocho páginas con dibujos y textos sobre los sentidos, encargo de José Miguel Ullán.
Entre tanto, la movida había quedado perfectamente definida y consolidada como movimiento artístico conocido en todo el mundo. Le conceden la beca de Artes Plásticas del Comité Conjunto Hispano-Norteamericano para residir y trabajar en Nueva York. El primer año vivió en la calle 13 del East Village. Más tarde lo visita Ceesepe y alquilan juntos un loft en el sur de Manhattan, un antiguo almacén de telas, en el n.º 144 de la calle Chambers en el barrio de Tribeca.

### Pater Noster (1990-1994, Roma)
Le conceden la Beca de Artes Plásticas (Pintura) de la Academia Española de Bellas Artes de Roma para 1990-1991. Una visita a la Capilla Sixtina cuando estaba siendo restaurada le permite conocer directamente, y por los profesionales que allí trabajaban, la técnica que utiliza Miguel Ángel. Visita Pompeya, Florencia, Nápoles, Sicilia, la isla de Estrómboli, Asís, etc. Renueva su amor por la naturaleza que le inspiran sus paseos por los parques romanos, sobre todo Villa Pamphili. Los ocres de los muros romanos, los rojos pompeyanos, la arquitectura clásica inspirada en el mundo vegetal, la proporción áurea, las frases en latín, aparecen de modo evidente en sus obras, que adquieren el carácter de frescos. Aborda la serie Pater Noster, a la que dedicará cuatro años de trabajo, doce grandes lienzos que se corresponden con cada una de las frases de la oración.

### Savitaipale (1995, Finlandia)
En Roma conoce a la pintora, Sanna Kohonen, y al terminar su estancia en la Academia viajaría a Finlandia con ella, viviendo tres meses en Savitaipale, una comarca en la frontera rusa, que da nombre a otra de sus series, esta vez de obras sobre papel hecho a mano, y en la cual son protagonistas absolutas las hormigas, las hojas y las gotas de agua. El artista experimenta investigando cómo pintar los elementos y fenómenos naturales.
Viaja a Egipto, Túnez y Ámsterdam, donde se expone su obra de Nueva York con el título de su dirección en aquella ciudad: 144 Chambers St. Viajes a Finlandia.

### Osa Mayor (1996-2004)
En 1996 comienza una nueva serie: Osa Mayor, once obras de tamaño mediano, y posteriormente siete grandes lienzos correspondientes a los nombres de las estrellas de la constelación en los que trabajará aún hasta 2004. Sigue su homenaje al universo y al ser humano, continúan las imágenes de gran lirismo protagonizadas por el hombre solitario y los diminutos seres que pueblan la tierra en su relación con el cosmos. En las once obras que forman parte del primer conjunto, ramas de árbol atraviesan como pálidos corales y algas flotantes el lienzo estrellado. Sobre ellas reptan caracoles repitiendo el perfil de la constelación que va cambiando de posición y es referencia al paso del tiempo. Transparentes gotas de agua y de resina, estrellas fugaces y pequeños cometas surcan el oscuro firmamento llenándolo de musical y cristalina luminosidad.
Las otras obras repiten el esquema compositivo del hombre tumbado frente a la inmensidad del universo que creó por primera vez en la serie Pater Noster. La tierra a la que pertenecemos, el cielo al que aspiramos. Lo tangible frente a lo inabarcable y desconocido. La placidez y el silencio preparan la atmósfera de íntimo diálogo entre el hombre y el cosmos. Es el mismo esquema que utilizará para el cartel de los Carnavales de Madrid de 1997, iluminado por la constelación —simbolizada en el escudo de esta villa—. De estos años es también el díptico “Altar” sobre la vida en el fondo del mar, una trasposición del espacio celeste a las profundidades marinas.
En 1998, junto al pintor Darío Álvarez Basso, se interna en la India, Nepal, los Himalayas y Jordania. De nuevo queda impresionado por el mar Rojo que le inspira una serie de lienzos en los que crecen corales, entre los cuales se agitan miles de diminutos seres marinos. Experimenta de nuevo con las transparencias, recurriendo a la superposición de numerosas capas de veladuras, de barnices y resinas para ir creando esa sensación de masa acuática y cristalina, la transparencia de la roca o del coral.
En 2000, con el cambio de milenio, por encargo del Ayuntamiento de Madrid diseña Madre Universo una de las carrozas de la Cabalgata de Reyes. Termina el tríptico Mar Rojo, que se convertirá en la gran obra de esta última etapa.
En 2001 se inaugura una gran exposición retrospectiva de su obra (1975-2001) en el Museo del Centro Cultural Conde Duque de Madrid que posteriormente se mostró en Valencia en el Museo de las Reales Atarazanas. En 2002 viaja a Corea del Sur para una exposición de su obra.
De 2004 a 2006 Seacex y el Ministro de Asuntos Exteriores de España producen una exposición retrospectiva itinerante internacional del Hortelano (Obra 1975-2004) por varios museos de Europa.

### Madre Agua (2004-2007)
En 2007, la serie Madre Agua, un canto a la belleza del agua, y a su actividad bienhechora se inaugura en la sala La Gallera de Valencia. Exposición producida por el Consorcio de Museos de la Comunidad Valenciana.

### Humano (2007-)
Viajes a África. Además de cuadros de gran formato, el Hortelano trabajó en Humano, una serie de pinturas al óleo sobre lienzo, un homenaje a la existencia del ser humano sobre el planeta Tierra. Tiene su origen en la huella de la mano de los primeros artistas, que firmaban sus obras con la impronta de su mano sobre la roca en las pinturas rupestres de cuevas míticas como Altamira, Chauvet, Lascaux, los aborígenes del desierto en Australia central, etc. Partiendo de la huella dejada sobre el lienzo por la mano impregnada en óleo, el Hortelano crea imágenes nuevas y frescas que surgen como las visiones sagradas y místicas de un chamán. Consta, por ahora, de 120 cuadros.

## Catálogos con ensayos, referencias, bibliografía, etc.
- Cruz Yábar, María Teresa; Calvo Serraller, Francisco; Castro Flórez, Fernando (2004). El Hortelano. Madrid: Sociedad Estatal para la Acción Cultural Exterior. ISBN 8496008622. Consultado el 3 de septiembre de 2013.
- Cruz Yábar, María Teresa (2007). Mare Aigua Madre Agua. Valencia: Generalitat Valenciana. ISBN 9788448247249. Consultado el 3 de septiembre de 2013.
- Romero de Ávila, Catalina; Calvo Serraller, Francisco; Auseron, Santiago (2001). El Hortelano Retrospectiva 1978-2001. Madrid: Centro Cultural del Conde Duque.